# Charles Augustin de Coulomb
Charles Augustin de Coulomb (Angolema, 14 de junho de 1736 — Paris, 23 de agosto de 1806) foi um físico francês. Em sua homenagem, deu-se seu nome à unidade de carga elétrica, o coulomb.
Engenheiro de formação, Coulomb foi principalmente físico. Em 1783 publicou sete tratados sobre eletricidade e magnetismo, e outros sobre torção, atrito entre sólidos, etc. Experimentador genial e rigoroso, realizou uma experiência histórica com uma balança de torção para determinar a força exercida entre duas cargas elétricas, a partir da qual estabeleceu a chamada lei de Coulomb.
Durante os últimos quatro anos da sua vida, foi inspetor geral do ensino público e teve um papel importante no sistema educativo da época.

## Biografia
Coulomb nasceu em 14 de junho de 1736. Seus pais eram de famílias bem conhecidas na região de Angolema, capital de Angoumois, no sudoeste da França. Após a educação básica em sua cidade natal, a família de Coulomb mudou-se para Paris, lá Coulomb estudou no prestigiado Collège des Quatre-Nations. O curso de matemática, ministrado por Pierre Charles Le Monnier, motivou Coulomb a seguir a carreira matemática. Coulomb continuou seus estudos no Colégio Mazarin, onde estudou matemática, astronomia, química e botânica.
Durante este período seu pai perdeu todo o seu dinheiro, devido a maus investimentos financeiros, decidindo ir para Montpellier, sua mãe permanecendo em Paris. Entretanto, devido a desentendimentos entre Coulomb e sua mãe a respeito de sua carreira, cujos interesses incluíam a matemática e a astronomia, Coulomb optou por partir para Montpellier com seu pai. Lá, entrou para a Sociedade de Ciências em 1757.
Desejava entrar na “École Génie” em Mézières e, para isso, precisava se preparar muito para os exames. Desta forma, retornou a Paris em 1758 e foi preparado por Camus, examinador para os cursos de artilharia. Em fevereiro de 1760, Coulomb entrou na “École Génie”, onde viria a se formar engenheiro militar em novembro de 1761.
Passou nove anos (de 1764 a 1772) nas “Índias Ocidentais”, atual América, supervisionando os trabalhos de construção do “Fort Bourbon”, em Martinica (província francesa próxima da Venezuela), onde teve a oportunidade de realizar inúmeros experimentos sobre mecânica de estruturas, atrito em máquinas e elasticidade de materiais. Todavia, o extenso período na província abalou muito a sua saúde, o que fez com que, em 1772, regressasse a Paris, onde passou a dedicar-se somente à experimentação científica e a escrever importantes trabalhos a respeito de mecânica aplicada.
Seu primeiro trabalho, “Sur une application des règles, de maximis et minimis à quelques problèmes de statique, relatifs à l’architecture”, contribuiu muito para a utilização de cálculos precisos na área de engenharia.
Em um de seus trabalhos mais famosos Coulomb trata do equilíbrio de torção, mostrando como a torção pode viabilizar medidas de forças muito pequenas com grande precisão, descrevendo um método que utiliza fibras de diversos materiais, que foi um aperfeiçoamento da balança de torção, utilizada por Henry Cavendish para medir a atração gravitacional.
Em 1779, Coulomb foi enviado a Rochefort para colaborar com o Marquês de Montalembert na construção de uma fortaleza. Este marquês, assim como Coulomb, possuía grande reputação entre os engenheiros militares. Durante este período, Coulomb aproveitou para continuar seus estudos e conquistou o grande prêmio na Academia de Ciências em 1781 (já havia conquistado outro em 1777 graças a um trabalho sobre o magnetismo terrestre) devido à sua teoria do atrito nas máquinas simples. Nesse trabalho, Coulomb investigou o atrito estático e dinâmico entre superfícies e desenvolveu uma série de equações, estabelecendo a relação entre a força de atrito e variáveis como o força normal, tempo, velocidade, etc. Além do prêmio, Coulomb assumiu um posto permanente na Academia de Ciências, não assumindo mais nenhum projeto de engenharia (área onde passou a ser apenas consultor), dedicando-se exclusivamente à física.
Utilizando a metodologia de medir forças através da torção, Coulomb estabeleceu a relação entre força elétrica, quantidade de carga e distância, enfatizando a semelhança desta com a teoria de Isaac Newton para a gravitação, que estabelece a relação entre a força gravitacional e a quantidade de massa e distância. Além disso, estudou as cargas elétricas pontuais e a distribuição de cargas em superfícies de corpos carregados eletricamente. Em 1789 teve início a Revolução Francesa, ocasionando muitas modificações nas instituições às quais Coulomb estava ligado. A Academia de Ciências foi dissolvida, dando origem ao “Instituto da França”. Coulomb também se aposentou do exército, passando a realizar suas pesquisas em uma casa que possuía perto de Blois. Em 1802 assumiu o posto de inspetor geral de instrução pública, cargo que ocupou até o final da sua vida. Coulomb morreu em Paris em 23 de agosto de 1806.